# Узбяк
 Узбяк  — деревня в Лениногорском районе Татарстана. Входит в состав Зай-Каратайского сельского поселения.

## География
Находится в южной части Татарстана на расстоянии приблизительно 15 км на северо-запад по прямой от районного центра города Лениногорск.

## История
Основана в 1925 году переселенцами из села Зай-Каратай.

## Население
Постоянных жителей было: в 1926 году- 387, в 1938—406, в 1949—430, в 1958—468, в 1970—282, в 1979—213, в 1989 — 53, в 2002 году 42 (татары 100 %), в 2010 году 38.